# Kyo (hudebník)
Kyo  (京 Kyō?, narozen 16. února, 1976) je japonský hudebník, básník a skladatel. Nejvíce známý jako zpěvák metalové skupina Dir en grey. Je ve skupině od jejího začátku v roce 1997, kdy se rozpadla předchozí skupina La:Sadie's. Kyo se chtěl stát hudebníkem od té doby, co mu spolužák ukázal fotku skupiny Buck-Tick a jejich zpěváka Atsushi Sakuraie. Má tenor.

## Umělectví

### Texty
Texty písní Dir en grey skládá sám a složil též několik písní (např. „The Domestic Fucker Family" a „Hades"). Texty mají většinou temné témata, které se dotýkají tabut ve společnosti. Např. sexuální obscénost („Zomboid"), zneužívání dětí („Berry") a ovlivňování masmédii („Mr. Newsman"). Několik písní se týká speciálně problémů Japonska a jeho postavení k Interrupci („Mazohyst of Decandence" a „Obscure"), či komfortně postavené společnosti („Children"). Ostatní se týkají osobních pocitů, emocí a ztracené lásky („Undecided", „Taiyou no Ao", „Mushi").
V textech se objevují nadávky a hrátky se slovy (synonyma). Např. název písně „Mitsu to Tsuba", která je o znásilnění znamená „Med a slina", ale je psaná v převrácené Kandži a dá se přečíst jako „Tsumi to Batsu", což znamá „Zločin a trest".

### Vystupování
Je známý svými šokujícími vystoupeními, kdy má na sobě make-up, ve kterém vypadá těžce popálen, falešnými zvratky, či sebeubližování. Tyto excesy jsou frekventované, podle set-listu skupiny. Např. Kyo pravidelně fish-hookoval sám sebe během „Kodoku ni Shisu, Yueni Kodoku", v době „It Withers and Withers" a „Inward Scream" tour. Avšak zklidnil se po silném ublížení na zdraví roku 2008.

### Spolupráce
Roku 2010 Kyo zpíval s Apocalyptica píseň „Bring Them To Light" s Tipe Johnsonem. Později téhož roku nazpíval debutové album skupiny Kagerou.
Roku 2013 Kyo založil visual kei superskupinu Sukekiyo. Jejich první album Immortalis bylo vydáno roku 2014.

## Zdravotní problémy
Za dobu svého vystupování, byl Kyo již mnohokrát hospitalizován: poprvé v roce 2000 se srdečními problémy a znovu roku 2006 a 2009 se zánětem hrtanu. Ke konci roku 2011 a začátkem roku 2012 Kyo měl znovu problémy se zánětem. Po diaknostikování dysfonie uzlin museli Dir en grey posunout své turné, které mělo začít v březnu 2012. Hned po vystoupení v Shinkiba Studio Coast byl znovu hospitalizován se zánětem mandlí.